# Українське Відродження
Українське Відродження — культурно-філософський рух відродження на теренах України.

## XV— XVI століття
В XV–XVI ст. культурний рух в. охоплює й слов'янський світ, передусім ті його країни, які належали до католицької Європи як певної культурно-ідеологічної спільності, що склалася в часи середньовіччя. В складі однієї з них — Польщі, перебувала Україна, яка, однак, разом з іншими східно- та південно-слов'янськими країнами належала до православної візантійської культурної спільності. В зв'язку з польсько-католицькою експансією у 2-й пол. XVI ст. ренесансні віяння сприймалися в Україні як впливи чужої і ворожої культури, що руйнують православну культуру. Тому складові елементи в. в Україні проявлялися лише спорадично, проте вони поклали початок процесу поступової перебудови духовного й культурного життя, який завершився пізніше — у XVII–XVIII ст. Ідеологія в. (гуманізм) та її практичні здобутки, що втілювалися в різних сферах європейської культури, почали проникати в Україну на етапі пізнього в., коли в Європі утверджувалася вже культура бароко. В Україну ідеї гуманізму приносили і поширювали ті освічені українці, які поверталися на Батьківщину після навчання у західно-європейських університетах. Частина українських гуманістів, особливо перші з них, працювали на теренах «латинського» світу. Це, зокрема, Ю.Дрогобич, П.Русин, С.Оріховський, М.Журавицький, С.Кльонович та ін. Ю.Дрогобич, наприклад, здобувши освіту в Італії, став доктором медицини і філософії, був професором Краківського університету, писав латиною астрономічні та астрологічні трактати.

## XVI— XVII століття
У 2-й половині 16 — на початку XVII ст. в Україні проявилися ідеологічні елементи в., що були характерні для північно-ренесансного його варіанта, тобто сформувалися в Німеччині, Чехії тощо і були поєднані з Реформацією. В Україні стають актуальними ідеї, які орієнтували людину на формування національної самосвідомості, патріотизму, служіння суспільству тощо. Найбільш виразно ці ідеї проявилися в діяльності православних братств. Щоб успішно протистояти польсько-католицькому наступові, українські православні діячі вдалися до поглибленого вивчення і засвоєння культурних надбань як греко-візантійської культури, так і культури Київської Русі. Втім, не відкидали і римської античної спадщини. Були також використані методичні досягнення гуманістичної ВШ. Так формується новий тип української освіти — «слов'яно-греко-латинської» (див. Вища освіта в Україні). Нові школи постають при православних братствах (зокрема, Львівському братстві, Луцькому братстві, Київському (Богоявленському) братстві та ін.) та в Острозі. Завершення цей процес отримав у Києво-Могилянському колегіумі (див. Києво-Могилянська академія), створеному на базі Київської братської школи. Виникають також протестантські, католицькі (єзуїтські), унійні школи, які теж базувалися на системі гуманістичної освіти. Вони сприяли перебудові системи освіти в Україні, готували освітні кадри і для православних. Наприклад, багато українських культурних діячів того часу закінчило «латинську» Замойську академію. В усіх різноконфесійних освітніх закладах система навчання базувалася на вивченні та засвоєнні елементів античної спадщини та методів, вироблених в західно-європейських університетах в епохи середньовіччя і в. Насамперед, засвоювалися філологічні методи, вироблені ерудитами Ренесансу, зокрема метод «наслідування стародавніх».

### Книгодрукування
Як ренесансний вплив виникає в Україні світське книгодрукування. Більшість із нових освітніх закладів мали друкарні. Напр., в Острозькій академії працював російський і український першодрукар І. Федоров. Окрім книг Св. Письма він надрукував перші староукраїнські граматики — «Буквар» Львівський і «Азбуку», чим сприяв налагодженню початкової освіти в Україні. На зламі XVI–XVII ст. постає нова література ренесансного характеру, виникають нові її жанри (геральдична поезія, полемічна і публіцистична література, біографії, послання, промови, діалоги, памфлети тощо). Особливого розмаху
досягає полемічна література. Її автори задля оборони своїх конфесій використовували як твори античних класиків, так і сучасних західно-європейських гуманістів. Іноді в полеміку вступали апологети православ'я (І.Вишенський, Й. Княгинецький та ін.) і представники ренесансної течії (Ю. Рогатинець, К.-Т. Ставровецький та ін.).
На 2-гу пол. XVI ст. припадають перші спроби наблизити книжну церковнослов'янську мову до живої загально-народної мови (Пересопницьке Євангеліє, 1556–61), що було в дусі ідей В. і Реформації. Подібно до філологів доби В., укр. вчені (Л. Зизаній, М. Смотрицький, П. Беринда) унормували відповідно до тогочасних лінгвістичних теорій граматику церковнослов'янської мови та її лексикон.
У філософії поширення набувають пізньоантичні течії неоплатонізму і стоїцизму, засвоюються праці візантійських філософів-гуманістів XIV–XV ст. Згідно з ренесансною модою, в Україні виникає зацікавлення астрологією й астрономією, деякі українські книжники (Г. Смотрицький, М. Смотрицький, А. Филипович та ін.) пишуть у цих галузях трактати.

### Нові форми мистецтва
В XVI ст. поширюються нові форми мистецтва (декоративне різьблення, скульптура, графіка тощо); удосконалюється світська інструментальна музика; ренесансні елементи проникають у церковні співи (хорове багатоголосся та ін.). Художні прийоми доби В. в українському мистецтві творчо переосмислювалися, поєднуючись із давніми місцевими традиціями. Поступово в усі його сфери проникають світські засади.

### Архітектура, живопис
Найраніше і найяскравіше проявилися нові тенденції в архітектурі, що поступово стали визначальними для мистецької культури загалом. Вони насамперед пов'язані з діяльністю приїжджих європейських будівничих, які надали архітектурі українських земель яскраво виражених рис пізньоренесансного будівництва, здебільшого у його північно-італійському варіанті. Стиль в. виявився в багатьох спорудах у Галичині та на Волині, зокрема в оборонних (замки в: Бережанах, 1554; Старому Селі, XVI — серед. XVII ст.; Кругла вежа в Острозі — поч. XVII ст.; Збаражі, 1631, архітектор В. Скамоцці; Підгірцях, 1635–40, архітектор дель'Аква та ін.), сакральних та цивільних (кафедральний собор у м. Жовква, 1604–09, архіт., ймовірно, П. Щасливий; вежа-будинок К. Корнякта, 1580, архіт. П.Барбон; т. з. Чорна кам'яниця, кін. XVI ст., архіт. П. Красовський; ансамбль споруд Львівського братства, XVI–XVII ст., архітектори Римлянин, А. Прихильний, В. Купинос, Барбон; ансамбль Ринкової площі та ін. споруди у Львові). В них ордерна система, архітектоніка фасадів, деталі й форми декоративних окрас майстерно поєднані з загальною композицією споруд, які в цілому збудовані за давніми місц. традиціями. Нові засади містобудування впроваджуються на укр. землях на поч. XVII ст. (м. Шаргород, Жовква, Броди, Бар та ін.). Вплив окремих рис В. помітний і в українському живописі та графіці, в декоративно-ужитковому мистецтві (килимах та виробах з металу й дерева). В живописі спостерігався більший інтерес до зображення реального життя; з'являється портрет, до релігійних сюжетів включаються елементи побуту й пейзаж (роботи художників Ф. Сеньковича, М. Мороховського, В. Стефановича, І. Рутковича).

## Галерея

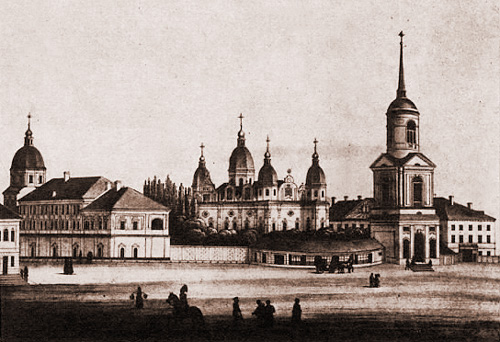
Києво-Могилянська Академія  - перший вищий навчальний заклад в Україні
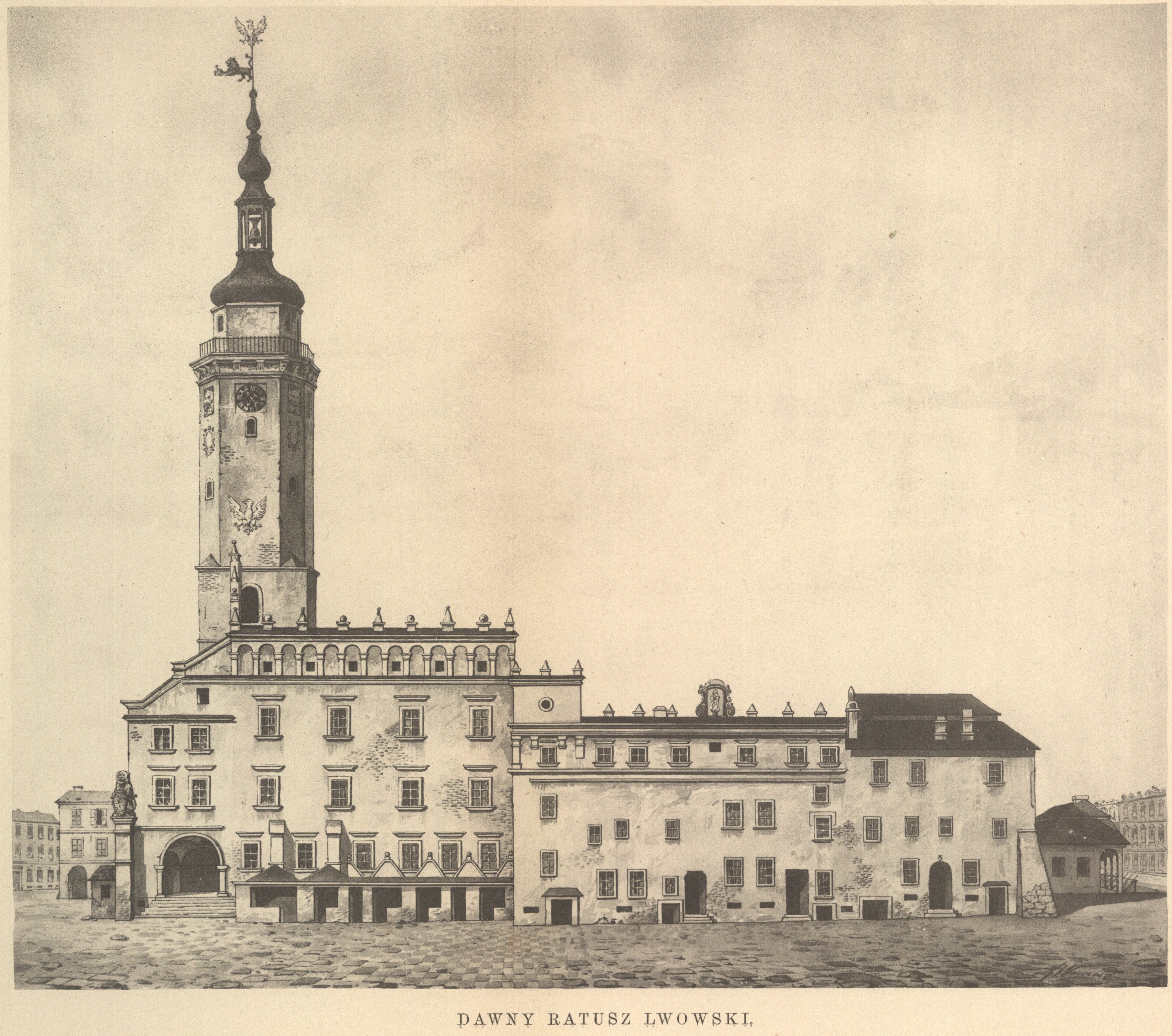
Ратуша у Львові – яскравий зразок архітектури Відродження
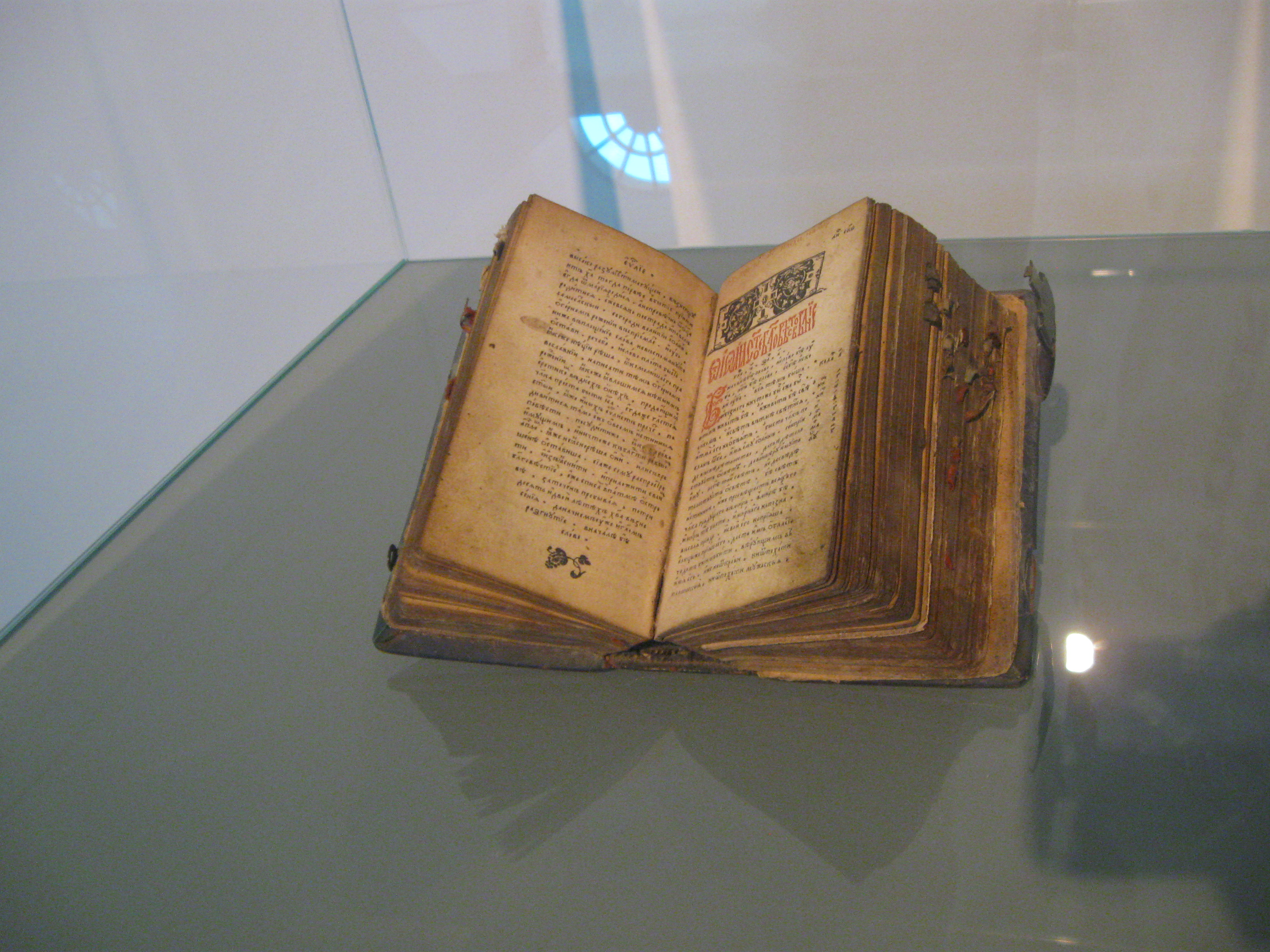
Євангеліє 1581 року – перша книга надрукована в Україні
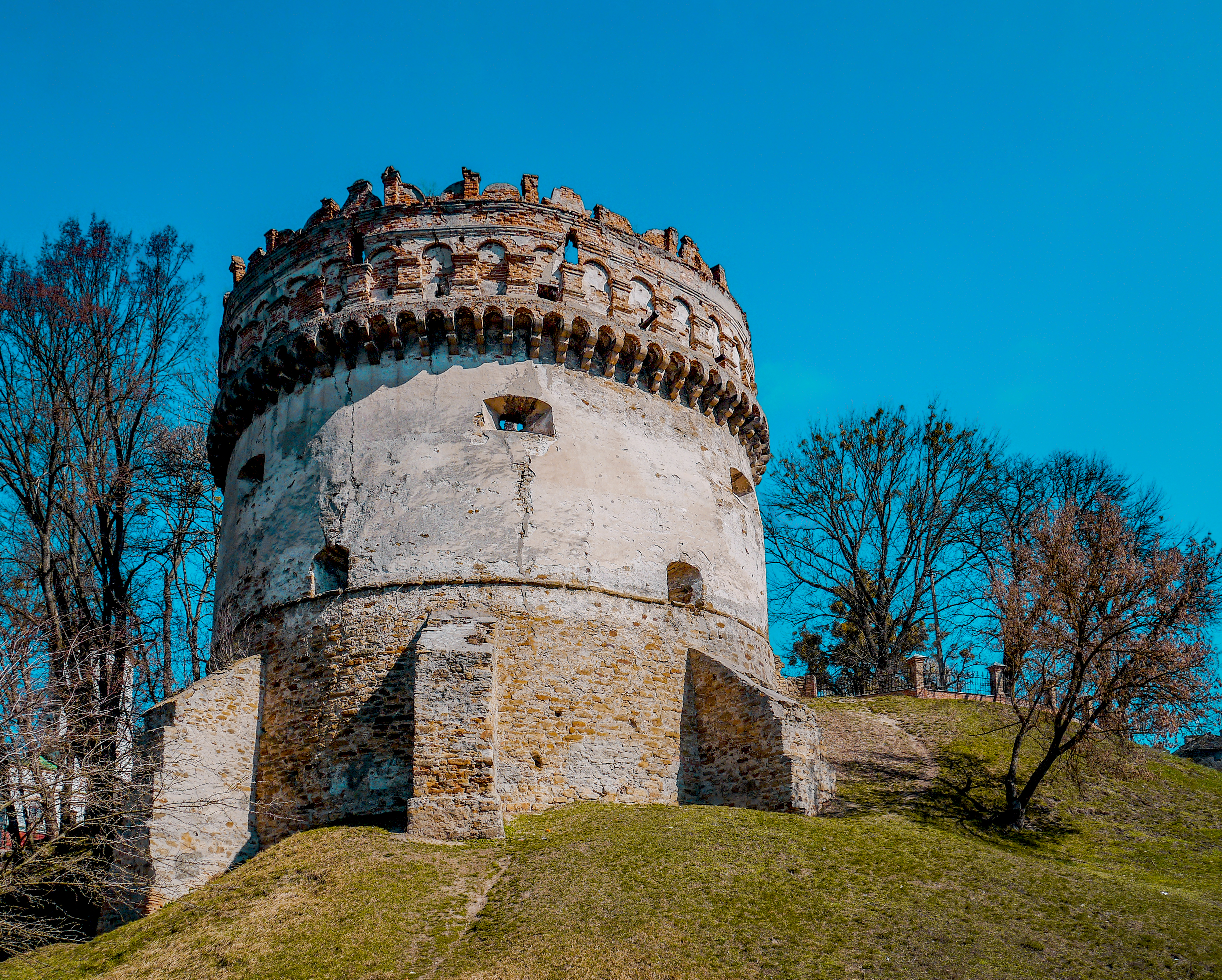
Острозька вежа XVI cт.
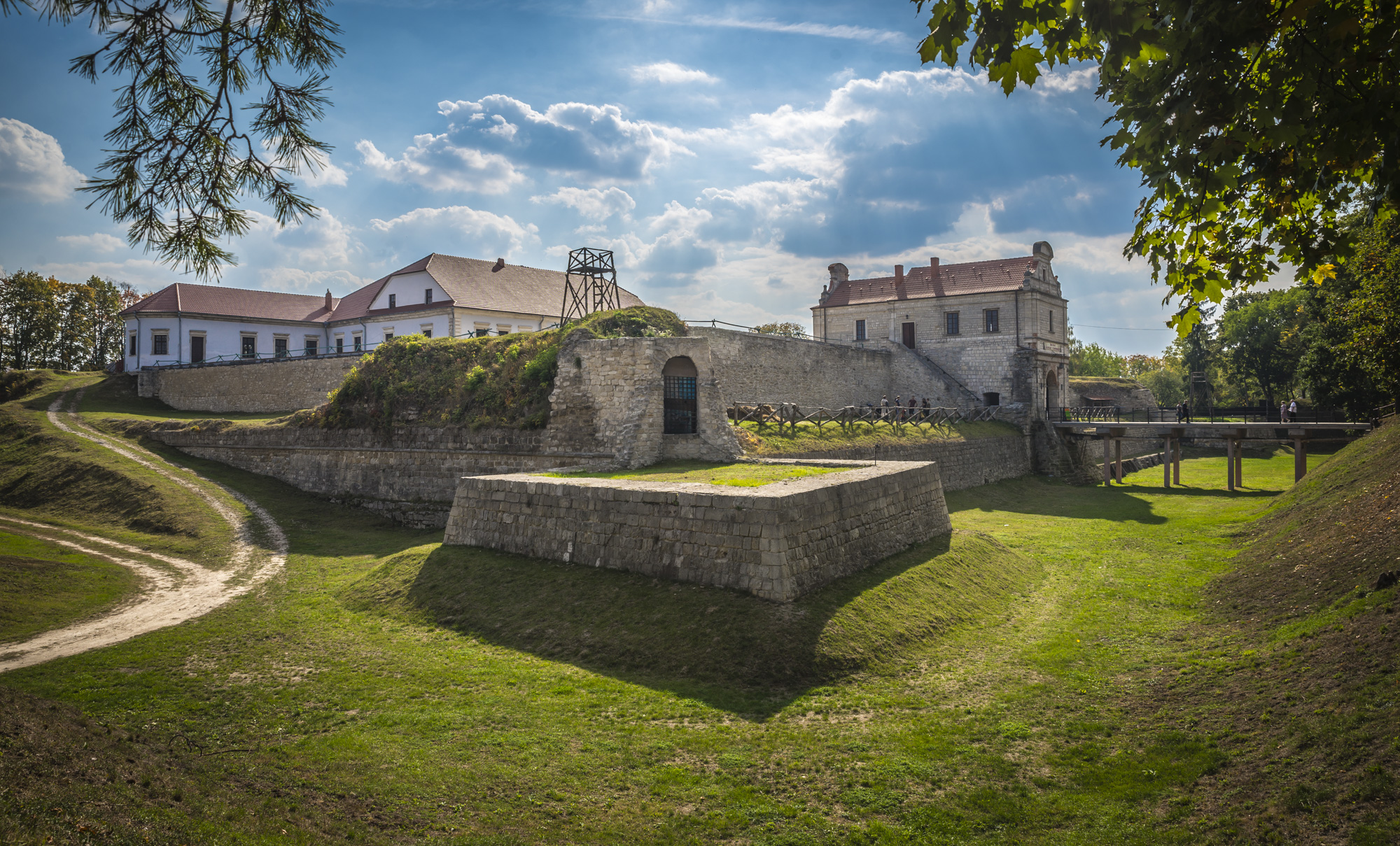
Збаразький замок XVII ст.